# Желтолицый тигр
«Желтоли́цый тигр» (кит. трад. 黃面老虎, палл. Хуан мянь лао ху, англ. Yellow Faced Tiger) — гонконгский кинофильм, поставленный Ло Вэем. Съёмки киноленты проходили в Сан-Франциско, и главную отрицательную роль сыграл Чак Норрис. Фильм также известен как «Разборки в Сан-Франциско» (англ. Slaughter in San Francisco) или «Босс в Сан-Франциско» (нем. Der Boß von San Francisco).

## Сюжет
Офицеры полиции Сан-Франциско, Джон и Ван, арестовывают двоих мужчин, пытающихся изнасиловать девушку по имени Бетти, использовав свои знания в боевых искусствах, но, придя в полицейский участок, девушка отказывается выдвигать обвинения, утверждая, что знала двоих и ссора была в шутку. В отместку за свой арест насильники средь бела дня похищают Джона и увозят на пляж, где избивают пленника. Вану удаётся вовремя прийти, чтобы помочь напарнику, в результате чего спаситель убивает одного из похитителей. За это капитан Ньюман исключает Вана из полиции, после чего отбывает срок в тюрьме[кто?]. Выйдя на свободу, Ван работает в ресторане и поддерживает дружеские отношения с Джоном. Однажды, обслуживая клиентов, Ван наталкивается на криминального босса, который впоследствии предлагает парню работу, но тот отказывает, несмотря на угрозу убийства.
Джон становится свидетелем того, как несколько человек сбегают с места ограбления банка, однажды утром. Офицер полиции гонится за шайкой, но один из банды достаёт пистолет. Джон вынужден бежать, но попадает во двор семьи Чжу, где погибает от рук грабителей. На следующее утро, когда полиция находит тело Джона, капитан Ньюман обвиняет господина и госпожу Чжу в том, что они замешаны в ограблении и убийстве. Ньюман арестовывает старика Чжу, несмотря на его заявления, что он не виновен и даже не видел, как убивали человека на заднем дворе его дома. Ван включается в дело из-за его желания найти виновных и освободить старика Чжу. Бывший офицер полиции начинает искать улики у бандитов-китайцев, что приводит его к Ньюману. Ван выясняет, что капитан полиции намеревался наказать старика Чжу за преступления, совершённые людьми криминального босса, которого Ван видел в ресторане.
Ван дерётся с Ньюманом и убивает его. Затем Ван предупреждает Чжоу, адвоката Чжу, об угрозе жизни его клиента, но Чжоу погибает от рук бандитов. Ван приходит к криминальному боссу. Узнав, что это его люди совершили преступления, Ван бьётся с ними во дворе дома. Победив его подчинённых, бывший офицер полиции сражается с самим «боссом» и одолевает его. Новый капитан полиции останавливает Вана от убийства, заявляя, что полиция «всё знает». Вана восстанавливают в должности офицера.

## В ролях
- Дон Вон[кит.] — Ван
- Сильвия Чан — Бетти Чжу
- Чак Норрис — «большая шишка»
- Ван Чэнь — адвокат Чжоу
- Роберт Джонс — офицер Джон Саммер
- Дэниел Айван — капитан Ньюман
- Эр Цюнь — господин Чжу

## Критика
Авторы книги The Encyclopedia of Martial Arts Movies считают, что «хотя Дон Вон Дао продолжил делать ряд хороших фильмов с боевыми искусствами, его дебютная главная роль в этом фильме просто не получилась». Грэм Кларк в рецензии на сайте The Spinning Image заявляет, что «плодовитый Ло Вэй снова пытается найти кого-то, кто мог бы стать таким же знаменитым мастером боевых искусств, каким был Брюс Ли, и с Воном он... снова потерпел неудачу». Джефф Бона с сайта cityonfire.com заключает, что «„Желтолицый тигр“ — один из худших фильмов в каталоге Golden Harvest, но как „Человек по имени Тигр“ (1973) и „Стоунер“ (1974), он весьма развлекателен благодаря своим недостаткам и интересен благодаря своей исторической связи с Брюсом Ли».